# Nenadálý host
Nenadálý host (francouzsky L'Invité surprise) je francouzská filmová komedie, kterou v roce 1988 natočil režisér Georges Lautner.

## Děj
Martin Gaillard je svědkem bombovému útoku. Francouzská tajná služba nechce, aby o události mluvil, i když sám Gaillard v podstatě neví, co vlastně viděl. S pomocí svého nevlastního otce Charlese Mazzeny, penzionovaného detektiva, se snaží zjistit pravdu.

## Obsazení
| Victor Lanoux        | Charles Mazzena     |
| Éric Blanc           | Martin Gaillard     |
| Jean Carmet          | plukovník           |
| Michel Galabru       | komisař Le Bourreux |
| Jacques François     | policejní ředitel   |
| Renée Saint-Cyr      | Léa                 |
| Françoise Dorner     | Julie               |
| Gérard Hernandez     | ředitel kasina      |
| Jean Rougerie        | Robineau            |
| Florence Geanty      | Domenica            |
| Franck de Lapersonne | Smitty              |